# Journal of Clinical Pharmacy and Therapeutics
Das Journal of Clinical Pharmacy and Therapeutics, abgekürzt J. Clin. Pharm. Ther., ist eine wissenschaftliche Fachzeitschrift, die vom Wiley-Blackwell-Verlag veröffentlicht wird. Die Zeitschrift wurde 1976 unter dem Namen Journal of Clinical Pharmacy gegründet. Im Jahr 1980 wurde der Name in Journal of Clinical and Hospital Pharmacy geändert, im Jahr 1987 erfolgte die Änderung in Journal of Clinical Pharmacy and Therapeutics. Die Zeitschrift erscheint mit sechs Ausgaben im Jahr. Es werden Arbeiten aus den Bereichen Pharmazie und Pharmakologie veröffentlicht.
Der Impact Factor lag im Jahr 2014 bei 1,668. Nach der Statistik des ISI Web of Knowledge wird das Journal mit diesem Impact Factor in der Kategorie Pharmakologie und Pharmazie an 170. Stelle von 254 Zeitschriften geführt.